# Агенція з охорони довкілля США
Агенція з охорони довкілля США (англ. U.S. Environmental Protection Agency; EPA, USEPA), Управління з охорони довкілля США — управління в федеральному уряді США, яке було створене з метою захисту здоров'я людини та довкілля шляхом написання і виконання правил, заснованих на законах, прийнятих Конгресом США. EPA було запропоновано президентом Річардом Ніксоном і почало свою роботу 2 грудня 1970 року. Агентство очолює Адміністратор, який призначається президентом США і схвалюється Конгресом. В даний час адміністратором є Майкл Ріган.
Агенція має свою штаб-квартиру у Вашингтоні та регіональні відділення для кожного з десяти регіонів, і 27 лабораторій. Агентство займається екологічною оцінкою, дослідженнями, освітою та несе відповідальність за дотримання національних стандартів, а також працює з промисловістю в різних програмах по запобіганню забруднення і збереження енергії.
Агенція налічує близько 17000 штатних співробітників. Більше половини співробітників це інженери, вчені і фахівці-екологи.
Управління з охорони довкілля США разом із Міністерство енергетики США у 1992 році започаткувало програму Energy Star, яка надає інформацію про енергоспоживання продуктів і пристроїв, використовуючи стандартизовані методи. Емблеми ENERGY STAR активно використовуються на Внутрішньому ринку Європейського Союзу та ринках інших країн.